# Lịch Hồi giáo
Lịch Hồi giáo (tiếng Ả Rập: التقويم الهجري; at-taqwīm al-hijrī; tiếng Ba Tư: تقویم هجری قمری  taqwīm-e hejri-ye qamari; tiếng Thổ Nhĩ Kỳ: Hicri Takvim; còn gọi là lịch Hijri) là một loại âm lịch được sử dụng để xác định ngày tháng các sự kiện tại nhiều quốc gia với dân cư chủ yếu là theo Hồi giáo cũng như được những người Hồi giáo tại các quốc gia khác sử dụng để xác định chính xác ngày tháng để kỷ niệm các ngày lễ linh thiêng của đạo Hồi. Loại lịch này có 12 tháng âm lịch trong mỗi năm với khoảng 354 ngày. Do năm âm lịch này khoảng 11 ngày ngắn hơn so với năm dương lịch nên các ngày lễ linh thiêng của Hồi giáo, mặc dù được kỷ niệm vào các ngày cố định trong lịch của họ, thường dịch chuyển lùi lại khoảng 11 ngày trong mỗi năm dương lịch kế tiếp, chẳng hạn như khi đối chiếu với lịch Gregory. Các năm Hồi giáo được gọi là năm Hijra vì năm đầu tiên là năm trong đó Hijra (sự di cư của nhà tiên tri Hồi giáo Muhammad từ Mecca tới Medina) đã diễn ra. Vì thế mỗi năm đã đánh số được chỉ rõ hoặc là với H hoặc là với AH, với AH là những chữ đầu của cụm từ trong tiếng Latinh anno Hegirae (trong năm của Hijra).
Năm 2009 của lịch Gregory tương ứng gần đúng với năm 1431 AH của lịch Hồi giáo, do nó bắt đầu từ khoảng ngày 11 tháng 1 và kết thúc vào ngày 30 tháng 12.

## Lịch sử

### Lịch tiền-Hồi giáo
Loại lịch kiểu Ả Rập được dùng trước khi có lịch Hồi giáo là một âm dương lịch, trong đó sử dụng các tháng âm lịch nhưng được đồng bộ hóa với các mùa bằng cách chèn thêm tháng nhuận bổ sung khi cần thiết. Việc tháng nhuận này (nasi) được bổ sung vào mùa xuân như ở lịch Do Thái hay trong mùa thu vẫn còn là vấn đề gây tranh cãi. Cũng có giả định cho rằng tháng nhuận được bổ sung vào giữa tháng thứ 12 (tháng của Hajj tiền Hồi giáo) và tháng thứ nhất (Muharram) của năm tiền-Hồi giáo. Hai tháng Rabi' biểu hiện mùa gặm cỏ và mùa mưa Mecca hiện đại (thực ra chỉ ít khô cằn hơn so với các tháng khác), là các tháng có điều kiện tốt hơn cho sự phát triển của cỏ cho gia súc gặm, diễn ra trong mùa thu.Điều này hàm chứa là năm trong lịch tiền-Hồi giáo bắt đầu gần với thu phân. Tuy nhiên, mùa mưa sau các tháng đã được đặt tên này có thể là khác biệt so với khi các tên gọi khởi nguồn (trước thời kỳ của Muhammad) hoặc là lịch đã được du nhập từ khu vực khác mà tại đó có mùa mưa như thế. Ngoài ra, người Ả Rập có các tháng trong đó những cuộc chiến bị cấm đoán. Vì thế họ đã sử dụng tháng nhuận để điều chỉnh thời gian trong đó các tháng này diễn ra. Và tháng nhuận đã không còn được phép (giải phóng lịch khỏi các mùa) bởi kinh Koran chương 9, tiết số 36 (người ta tin là nó bộc lộ về khi Muhammad từ giã cõi đời), trong đó hàm ý là năm tiền-Hồi giáo bắt đầu gần với xuân phân do nó là khi âm lịch hiện đại bắt đầu trong năm cuối cùng của ông.

### Bãi bỏ nhuận

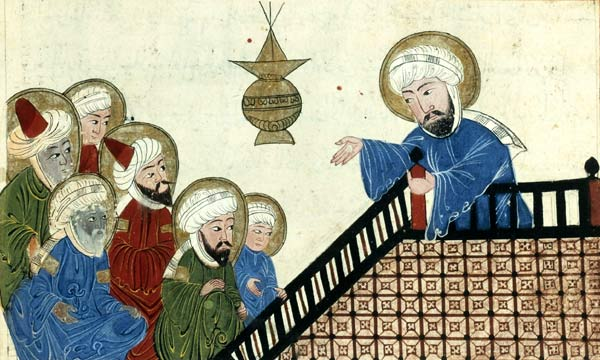
Muhammad đang cấm tháng nhuận, minh họa trong Các vết tích của Quá khứ (کتاب الآثار الباقية عن القرون الخالي) của Al-Bīrūnī, bản sao thế kỷ XVII của bản chép tay hãn quốc Y Nhi (Ил хан улс/ سلسله ایلخانی) thế kỷ XIV.

Trong năm thứ chín sau Hijra, như được nói tới trong Qur'an (9:36-37), người Hồi giáo tin rằng Allah đã biểu lộ sự cấm đoán tháng nhuận.

Quả thật, số tháng (trong một năm) mà Allah đã qui định trong Quyển Sổ Mẹ (Lawhul Mafuzh) nơi ngày kể từ ngày khởi tạo các tầng trời và trái đất là mười hai tháng, trong đó có bốn tháng cấm kỵ. Đấy là một tôn giáo đúng đắn, vì vậy các ngươi chớ bất công đối với bản thân mình (bằng những hành động vi phạm các điều cấm) trong những tháng cấm kỵ nầy. (Ngoài những tháng cấm đó) Các ngươi hãy đánh toàn bộ những kẻ đa thần giống như chúng đánh toàn bộ các ngươi. Các ngươi hãy biết rằng Allah luôn ở cùng người ngoan đạo.

Quả thật, việc dời tháng cấm kỵ (từ tháng này đến tháng kia) chỉ làm tăng thêm sự vô đức tin, theo đó những kẻ vô đức tin càng thêm lầm lạc. Có năm, chúng cho phép dời tháng cấm kỵ và có năm chúng cấm dời. Mục đích để bù cho đủ số tháng mà Allah đã cấm. Bằng cách này, chúng cho phép làm những điều Allah đã cấm. Việc làm điên rồ của chúng đã làm chúng thích thú và hài lòng. Quả thật, Allah không hướng dẫn những kẻ vô đức tin.

Sự cấm đoán này được Muhammad nhắc lại trong bài giảng đạo cuối cùng trên đỉnh Arafat được đọc trong Cuộc hành hương Vĩnh biệt tới Mecca ngày 9 tháng Dhu al-Hijja năm 10 AH:

Này, con người, nhuận là sự bổ sung cho sự thiếu lòng tin, thông qua nó Allah dẫn những kẻ thiếu niềm tin đi lạc lối: họ làm cho nó là có thể cho phép trong một năm và cấm nó [chỉ là sự tiện lợi của họ] trong năm sau để lảng tránh thời gian của những gì Chúa trời đã cấm, vì thế họ làm có thể những gì mà Allah đã cấm [đánh lộn trong những tháng bị cấm], và cấm những gì Allah đã làm thành có thể [đánh lộn trong các tháng khác]. Và [năm đó] thời gian đã trở về con đường nó đã từng có từ ngày Chúa trời tạo ra Trời và Đất [Các tháng nhuận kể từ khi tạo ra Trời và Đất tất cả đã bị hủy bỏ (làm tròn tới nguyên năm)]. Một năm là mười hai tháng, bốn trong đó bị cấm, ba tháng kế tiếp nhau: Dhu al-Qi'dah và Dhu al-Hijjah và Muharram; và Rajab của Mudar nằm giữa Jumada và Sha'aban.

Ba tháng bị cấm kế tiếp nhau mà Muhammad đề cập (các tháng trong đó các trận chiến bị cấm) là Dhu al-Qi'dah, Dhu al-Hijjah, Muharram, vì thế loại bỏ tháng nhuận trước tháng Muharram. Tháng bị cấm đơn lẻ là Rajab. Các tháng này được coi là bị cấm cả trong lịch Hồi giáo mới lẫn trong lịch tà giáo Mecca cũ, mặc dù việc họ có duy trì tình trạng "bị cấm" của họ sau sự xâm chiếm Mecca hay không vẫn còn là vấn đề đang tranh cãi giữa các học giả Hồi giáo.
Do số lượng và vị trí của các tháng nhuận trong khoảng từ năm 1 AH tới năm 10 AH là không chắc chắn, nên các ngày tháng trong lịch phương tây nói chung trích dẫn các sự kiện quan trọng trong thế giới Hồi giáo thời kỳ đầu như Hijra, trận chiến Badr, trận chiến Uhud và trận chiến đường hào, nên xem xét với sự cẩn trọng do chúng có thể có sai số khoảng 1-3 tháng âm lịch.

## Tháng
Các tháng Hồi giáo được đặt tên như sau:
1. Muharram محرّم (hay Muḥarram al Ḥaram)
2. Safar صفر (hay Ṣafar al Muzaffar)
3. Rabi' al-awwal (Rabī' I) ربيع الأول
4. Rabi' al-thani (hay Rabī' al Thānī hoặc Rabī' al-Akhir) (Rabī' II) ربيع الآخر أو ربيع الثاني
5. Jumada al-awwal (Jumādā I) جمادى الاولى
6. Jumada al-thani (hay Jumādā al-akhir) (Jumādā II) جمادى الآخر أو جمادى الثاني
7. Rajab رجب (hay Rajab al Murajab)
8. Sha'aban شعبان (hay Sha'abān al Moazam)
9. Ramadan رمضان (hay Ramzān, dạng dài: Ramaḍān al Mubarak)
10. Shawwal شوّال (hay Shawwal al Mukarram)
11. Dhu al-Qi'dah ذو القعدة
12. Dhu al-Hijjah ذو الحجة

Trong tất cả các tháng của lịch Hồi giáo, Ramaḍān là quan trọng nhất. Các giáo dân Hồi giáo cần phải kiêng khem ăn uống và quan hệ tình dục trong thời gian ban ngày của tháng này.

## Ngày trong tuần
Trong tiếng Ả Rập, cũng như trong tiếng Do Thái, "ngày thứ nhất" của tuần tương ứng với Chủ nhật của tuần trong dương lịch. Các ngày của lịch Hồi giáo và Do Thái bắt đầu vào lúc hoàng hôn (từ đây hiểu theo nghĩa là thời điểm khi mặt trời lặn), trong khi ngày của lịch Kitô giáo trung cổ và dương lịch ngày nay bắt đầu từ nửa đêm Những người Hồi giáo tập hợp lại để cầu nguyện tại nhà thờ Hồi giáo vào giữa trưa trong "ngày tụ họp", tương ứng với ngày thứ Sáu. Vì thế "ngày tụ họp" thường được coi là ngày nghỉ trong tuần, nên ngày kế tiếp (tương ứng với thứ Bảy), thường được coi là ngày đầu tiên của tuần làm việc.
1. yaum al-ahad يوم الأحد (ngày thứ nhất - Chủ nhật) (Urdu, Itwaar اتوار) (Ba Tư: Yek-Shanbeh یکشنبه) ("yaum يوم" có nghĩa là ngày)
2. yaum al-ithnayn يوم الإثنين (ngày thứ hai - thứ Hai) (Urdu, Pîr پير) (Ba Tư: Do-Shanbeh, دوشنبه)
3. yaum ath-thulaathaa' يوم الثُّلَاثاء (ngày thứ ba - thứ Ba) (Urdu, Mangl منگل) (Ba Tư: Seh-Shanbeh, سه شنبه)
4. yaum al-arbia`aa' يوم الأَرْبِعاء (ngày thứ tư - thứ Tư) (Urdu, Budh بدھ) (Ba Tư: Chahar-Shanbeh, چهارشنبه)
5. yaum al-khamis يوم الخَمِيس (ngày thứ năm - thứ Năm) (Urdu, Jumahraat جمعرات) (Ba Tư: Panj-Shanbeh, پنجشنبه)
6. yaum al-jumu`a يوم الجُمُعَة (ngày tụ họp - thứ Sáu) (Urdu, Jumah جمعہ) (Ba Tư: Jom'eh, جمعه or Adineh آدينه)
7. yaum as-sabt يوم السَّبْت (ngày xaba - thứ Bảy) (Urdu, Saneechar/Hafta ہفتہ) (Ba Tư: Shanbeh, شنبه)

## Đánh số năm
Theo truyền thuyết Hồi giáo, Abraha, thống đốc của Yemen (khi đó là một tỉnh của Vương quốc Aksum Kitô giáo tại Ethiopia), đã cố gắng phá hủy Kaaba bằng một lực lượng quân đội, bao gồm cả lực lượng tượng binh. Mặc dù cuộc tấn công không thành công, nhưng do tập quán đặt tên năm theo sự kiện chính xảy ra trong năm đó, nên năm đó được biết đến như là năm Voi (عام الفيل, `Âm al-Fîl), cũng là năm mà Muhammad sinh ra. (Xem surat al-Fil.). Mặc dù phần lớn những người Hồi giáo đều coi nó là khoảng năm 570 trong lịch phương tây, nhưng một số ít vẫn coi nó như là năm 571. Các năm muộn hơn được đánh số từ năm Voi, kể cả cho các năm của âm dương lịch tiền Hồi giáo, loại âm dương lịch được Muhammad dùng trước khi ông ngăn cấm việc chèn các tháng nhuận lẫn một vài năm đầu của âm lịch được tạo ra từ sự cấm đoán đó. Năm 638 (17 AH), khaliph thứ hai Umar đã bắt đầu đánh số các năm của lịch Hồi giáo từ năm diễn ra Hijra, được đề lùi ngày tháng như là năm 1 AH. Ngày đầu tiên của tháng đầu tiên (1 Muharram) của năm Hồi giáo đón trước này, nghĩa là, sau khi loại bỏ mọi tháng nhuận trong khoảng từ Hijra tới khi có ngăn cấm của Muhammad về chúng (khoảng 9-10 năm sau), tương ứng với ngày 16 tháng 7 năm 622 (việc di cư thực tế diễn ra trong tháng 9). Việc sử dụng có chứng thực lần đầu tiên còn sót lại của lịch Hijri là trên một tờ giấy cói từ Ai Cập năm 22 AH (Xem PERF 558).
Theo thời điểm tới Medina của Muhammad sau sự kiện Hijra của ông từ Mecca, những người đồng hành cùng ông đã đặt tên cho năm đó như là năm đầu tiên của họ. Đây là một thực tiễn của người ta vào thời kỳ đó trong việc khởi đầu lịch của mình bằng một sự kiện nhất định.
Sự đi tới Medina của Muhammad là thắng lợi đầu tiên cho người Hồi giáo. Lần đầu tiên những người Hồi giáo đã giành được quyền điều hành đất nước dựa trên các giáo huấn Hồi giáo do chính Muhammad hướng dẫn. Điều này là tự nhiên để những người Hồi giáo vào thời gian đó đặt tên cho năm đi tới Medina của Muhammad như là năm đầu tiên. Hành động này không bị Muhammad ngăn cấm và họ tiếp tục tính toán và đếm các năm của mình kể từ năm diễn ra Hijra trở đi.
Trong năm 17 AH, Abu-Musa al-Asha'ari, một trong các quan chức của vị khalip thứ hai (Umar) tại Basrah, tấu trình rằng một bức thư của Umar đến chỗ của ông mà không đề ngày tháng. Tấu trình này đã kích thích Umar trong việc giới thiệu một hệ thống lịch cho người Hồi giáo. Umar mời những người có danh tiếng đương thời, như Ali, đến họp bàn để ghi nhận quan điểm của họ về loại lịch phù hợp cho người Hồi giáo. Một số người đề nghị sử dụng lịch Messiah là loại lịch đã được một số người sử dụng vào thời gian đó. Một số người đề xuất việc sử dụng ngày sinh của Muhammad như là khởi đầu của lịch. Tất cả các đề xuất này đều bị bác bỏ do ngày tháng khởi đầu của cả hai hệ thống lịch đều khá mơ hồ.
Người ta khi đó cho rằng lịch Hồi giáo nên khởi đầu vào một ngày rõ ràng, và ngày đó phải được nhiều người biết đến. Đã có gợi ý cho rằng nên khởi đầu ngày tháng vào ngày mất của Muhammad, và một số khác gợi ý nên bắt đầu bằng ngày tới Medina của Muhammad. Umar chọn ngày khởi đầu của lịch bằng ngày đến Medina của Muhammad, không phải chỉ do nó là sự kiện rất có ý nghĩa và mọi người Hồi giáo vào thời gian đó đều biết tới, mà quan trọng hơn, là những người đồng hành cùng Muhammad đã khởi đầu lịch của họ từ ngày đó, ngoài mọi tập quán.
Vấn đề thứ hai cần phải quyết định là tháng đầu tiên trong lịch là tháng nào. Một số gợi ý về tháng Ramadan còn một số khác gợi ý về tháng Rajab do nó là tháng được người Ả Rập ca ngợi nhiều nhất trước khi Hồi giáo xuất hiện. Uthman Ibn Affan gợi ý nên khởi đầu lịch bằng tháng Muharram, do nó đã là tập quán của người Ả Rập vào thời gian đó trong việc khởi đầu năm của họ bằng tháng này, sau khi những người hành hương trở về từ Hajj (cuộc hành hương tới Mecca) của họ. Gợi ý này được tất cả những người tham dự cuộc họp chấp nhận.
Vì thế, lịch Hồi giáo bắt đầu từ tháng Muharram trong năm Muhammad tới thành phố Medina, và do sự kiện Hijra nên lịch cũng được gọi là lịch Hijra.

## Tính toán thiên văn
Lịch Hồi giáo không nên đồng nhất hóa với khái niệm âm lịch. Âm lịch dựa trên năm có 12 tháng, được bổ sung sao cho nó chứa trung bình khoảng 354,367 ngày. Mỗi tháng âm lịch bắt đầu vào thời gian của "giao hội" tháng, nghĩa là khi Mặt Trăng nằm trên đường thẳng giữa Trái Đất và Mặt Trời. Mỗi tháng được định nghĩa như là khoảng thời gia trung bình trong sự quay của Mặt Trăng quanh Trái Đất (29,530588... ngày). Theo quy ước, các tháng 30 ngày và 29 ngày kế tiếp lẫn nhau, làm cho hai tháng kế tiếp nhau có tổng cộng 59 ngày. Điều này làm cho sự dao động thời gian của tháng chỉ là khoảng 44 phút để tính toán tiếp, nó sẽ bổ sung đủ cho 1 ngày (24 giờ) trong vòng 2,73 năm. Để giải quyết số dư này, chỉ cần thêm 1 ngày sau mỗi chu kỳ 3 năm vào âm lịch, tương tự như cách mà lịch Gregory đang làm sau mỗi bốn năm. Các chi tiết kỹ thuật để điều chỉnh được miêu tả trong đoạn về Lịch Hồi giáo dạng bảng dưới đây và trong bài viết cùng tên trong Wikipedia.
Tuy nhiên, lịch Hồi giáo lại dựa trên một bộ các quy ước khác hẳn Mỗi quốc gia Hồi giáo công bố lịch của mình dựa trên quan sát trực tiếp của chính mình về thời điểm trăng mới (hoặc nếu thất bại, phải chờ đợi cho đủ 30 ngày) trước khi tuyên bố sự bắt đầu của tháng mới trên lãnh thổ của mình.
Nhưng trăng lưỡi liềm chỉ có thể nhìn thấy sau khoảng 15-18 giờ kể từ thời điểm giao hội và lệ thuộc vào sự hiện hữu của một loạt các điều kiện tốt liên quan tới thời tiết, thời gian, vị trí địa lý cũng như một loạt các tham biến thiên văn khác. Kết quả là sự khởi đầu mỗi tháng là khác nhau giữa các quốc gia Hồi giáo và thông tin do lịch cung cấp không vượt quá tháng hiện hành.
Nếu như lịch Hồi giáo được tạo ra bằng các tính toán thiên văn thì người Hồi giáo trong toàn thế giới Hồi giáo có thể sử dụng nó để đạt được các nhu cầu của họ, giống như cách thức sử dụng lịch Gregory ngày nay. Nhưng ở đây có các quan điểm rất khác nhau về việc điều này có hợp pháp hay không
Phần lớn các nhà thần học phản đối việc sử dụng các tính toán trên mặt đất do điều này có thể không phù hợp với khuyến cáo của Sứ giả (Muhammad) về quan sát trăng mới cho các tháng Ramadan và Shawwal nhằm xác định sự khởi đầu của các tháng này.
Nhưng do ở đây không có cấm đoán nào đối với việc sử dụng các tính toán thiên văn trong Qur'an (kinh Coran), một số nhà luật học nhìn thấy ở đây không có mâu thuẫn nào giữa các giáo huấn của Sứ giả và việc sử dụng các tính toán để xác định khởi đầu của tháng âm lịch . Họ cho rằng khuyến cáo của Sứ giả chỉ đơn thuần thích nghi với văn hóa của thời gian đó và không nên lẫn lộn với các hành vi tôn kính
.
Vì thế, các nhà luật học Ahmad Muhammad Shakir và Yusuf al-Qaradawi đều tán thành việc sử dụng các tính toán để xác định khởi đầu của mọi tháng trong lịch Hồi giáo, tương ứng trong năm 1939 và 2004
. Hội đồng luật học Hồi giáo Bắc Mỹ ("Fiqh Council of North America", FCNA) cũng làm như vậy năm 2006 và "Hội đồng châu Âu về Fatwa và Nghiên cứu" (ECFR) năm 2007 .

## Quan sát Hilāl, tính toán ngày tháng, ngày tháng không thống nhất giữa các khu vực
Có ít nhất một vụ việc rắc rối đã ghi chép lại trong thế kỷ Hồi giáo đầu tiên trong đó người Hồi giáo tại Medina và al-Sham ăn kiêng độc lập theo các quan sát tương ứng của họ về trăng lưỡi liềm ( Hilāl).
Mỗi tháng có hoặc là 29 hoặc là 30 ngày, nhưng thông thường không theo một trật tự có thể nhận thấy rõ. Theo truyền thống, ngày đầu tiên của mỗi tháng là ngày (bắt đầu từ hoàng hôn) của lần đầu tiên nhìn thấy trăng lưỡi liềm (hilāl) ngay sau hoàng hôn. Nếu như hilāl không quan sát được ngay lập tức sau ngày thứ 29 của tháng, hoặc là do mây ngăn trở việc nhìn thấy nó hoặc là do bầu trời phía tây vẫn còn quá sáng khi trăng lặn, thì ngày bắt đầu từ hoàng hôn đó là ngày thứ 30. Việc nhìn như vậy được thực hiện bởi một hay nhiều người đàn ông đáng tin cậy được ủy ban các thủ lĩnh Hồi giáo chứng thực. Việc xác định ngày có khả năng nhất mà hilāl nên được quan sát là động cơ thúc đẩy những người Hồi giáo quan tâm tới thiên văn, điều này đặt các nước Hồi giáo vào hàng đầu về ngành khoa học này trong nhiều thế kỷ.
Thực tiễn truyền thống này vẫn còn được tuân theo ở một số nhỏ các phần trên thế giới, như Ấn Độ, Pakistan và Jordan. Tuy nhiên, trong phần lớn các quốc gia Hồi giáo thì các quy tắc thiên văn được tuân thủ, cho phép lịch được xác định trước, và nó lại không là tình huống có thể khi sử dụng phương pháp truyền thống. Malaysia, Indonesia và một vài quốc gia khác bắt đầu mỗi tháng từ hoàng hôn vào ngày đầu tiên mà Mặt Trăng lặn ngay sau khi mặt trời lặn. Tại Ai Cập, tháng bắt đầu vào hoàng hôn ngày đầu tiên mà Mặt Trăng lặn nhiều nhất là 5 phút sau mặt trời.
Mặt Trăng lặn muộn hơn so với Mặt Trời theo chiều tăng dần lên đối với các khu vực xa hơn về phía tây, vì thế người Hồi giáo tại các quốc gia phía tây rất nhiều khả năng sẽ kỷ niệm một vài ngày lễ trọng một ngày sớm hơn so với người Hồi giáo tại các quốc gia phía đông.

### Lịch Umm al-Qura
Lịch Umm al-Qura chính thức của Ả Rập Xê Út sử dụng phương pháp thiên văn khác biệt đáng kể cho tới những năm gần đây. Trước 1420 AH (trước ngày 18 tháng 4 năm 1999), nếu như tuổi của trăng vào lúc hoàng hôn tại Riyad là ít nhất 12 giờ, thì ngày kết thúc vào hoàng hôn đó là ngày đầu tiên của tháng. Điều này thường làm cho người dân Ả Rập Xê Út kỷ niệm các ngày lễ trọng một hay thậm chí là hai ngày trước người Hồi giáo tại các quốc gia khác với dân cư chủ yếu là người Hồi giáo, bao gồm cả ngày cho lễ Hajj, mà chỉ có thể được định ngày tháng sử dụng các ngày tháng Saudi do nó diễn ra tại Mecca là địa danh của quốc gia này hiện nay. Trong một năm thuộc thập niên 1380 AH (thập niên 1970), các quốc gia Hồi giáo khác nhau đã kết thúc sự ăn kiêng của tháng Ramadan trong 4 ngày kế tiếp nhau. Các lẽ hội trở thành thống nhất hơn bắt đầu từ năm 1420 AH. Trong giai đoạn 1420-1422 AH, nếu trăng lặn diễn ra sau hoàng hôn tại Mecca, thì ngày bắt đầu vào lúc hoàng hôn là ngày đầu tiên của tháng Saudi, về cơ bản là cùng một quy tắc được sử dụng tại Malaysia, Indonesia và các quốc gia khác (ngoại trừ những nơi còn áp dụng việc quan sát hilāl). Kể từ khi bắt đầu năm 1423 AH (16 tháng 3 năm 2002), quy tắc đã được làm cho dễ hiểu hơn một chút bằng cách yêu cầu giao hội địa tâm của Mặt Trời và Mặt Trăng diễn ra trước hoàng hôn, bổ sung thêm cho yêu cầu là trăng lặn diễn ra sau hoàng hôn tại Mecca. Điều này đảm bảo rằng Mặt Trăng đã di chuyển ngang qua mặt trời vào lúc hoàng hôn, thậm chí là ngay cả khi bầu trời còn quá sáng ngay trước lúc trăng lặn để thực sự nhìn thấy trăng lưỡi liềm. Nói một cách chặt chẽ thì lịch Umm al-Qura có ý định dành cho các mục đích dân sự mà thôi. Những người tạo ra nó nhận thức rất rõ ràng về thực tế rằng lần nhìn thấy thực sự đầu tiên của trăng lưỡi liềm (hilāl) có thể diễn ra 1-2 ngày sau ngày tính toán trong lịch Umm al-Qura. Kể từ năm 1419 AH (1998/99), một vài ủy ban quan sát hilāl chính thức đã được chính quyền Ả Rập Xê Út lập ra để xác định thời điểm của lần nhìn thấy trăng lưỡi liềm đầu tiên khi bắt đầu mỗi tháng âm lịch. Tuy nhiên, giới hữu trách tôn giáo ở Ả Rập Xê Út cũng cho phép lời chứng thực của các nhà quan sát ít kinh nghiệm hơn và vì thế thường thông báo việc nhìn thấy trăng lưỡi liềm vào ngày mà các nhà quan sát ít kinh nghiệm này có thể nhìn thấy trăng lưỡi liềm trong khi không có ủy ban chính thức nào có thể nhìn thấy trăng lưỡi liềm.
Đây là trường hợp đặc biệt cụ thể cho các ngày tháng quan trọng nhất trong lịch Hồi giáo - sự bắt đầu và kết thúc của tháng Ramadan (tháng ăn kiêng) và bắt đầu của tháng Dhu al-Hijja (tháng hành hương hàng năm tới Mecca). Nếu một cư dân Hồi giáo là nam giới (hai trong trường hợp kết thúc tháng Ramadan) nhìn thấy trăng mới vào ngày thứ 29 của tháng trước đó và nó được các giới hữu trách tôn giáo chấp nhận, thì tháng mới được điều chỉnh là đã tới, mặc dù lịch Umm al-Qura chính thức coi nó là ngày thứ 30 trước khi tháng mới bắt đầu. Điều này có thể làm thay đổi sự khởi đầu và/hoặc kết thúc của tháng ăn chay (nếu là tháng Ramadan) hay thời gian khởi đầu các cuộc hành hương tới Mecca (nếu là tháng Dhu al-Hijja). Điều này đôi khi xảy ra, với sự xảy ra gần đây nhất nằm trong năm 1428 AH (2007-2008), khi sự khởi đầu của các tháng Shawwal và Dhu al-Hijja diễn ra 1 ngày sớm hơn so với ngày tháng trong lịch Umm al-Qura chính thức.
Năm 2007, Hiệp hội Hồi giáo Bắc Mỹ, hội đồng luật học Hồi giáo Bắc Mỹ và ủy ban châu Âu về Fatwa và Nghiên cứu đã thông báo rằng kể từ nay trở đi họ sẽ dùng lịch dựa trên các tính toán, sử dụng cùng các tham biến như lịch Umm al-Qura, để xác định (trước) sự khởi đầu của mọi tháng âm lịch (và vì thế các ngày gắn liền với mọi sự tuân thủ tôn giáo).

### Lịch Hồi giáo dạng bảng
Tồn tại một biến thể của lịch Hồi giáo gọi là lịch Hồi giáo dạng bảng, trong đó các tháng được tính theo các quy tắc số học thay vì dựa trên quan sát hoặc tính toán thiên văn. Nó có chu kỳ 30 năm với 11 năm dài chứa 355 ngày và 19 năm ngắn chứa 354 ngày. Về dài hạn, độ chính xác của nó là 1 ngày trong khoảng 2.500 năm. Nó cũng có các dung sai khoảng từ ±1 tới ±2 ngày trong chu kỳ ngắn hạn.

### Thuật toán Kuwait
Microsoft sử dụng "Kuwaiti algorithm" (thuật toán Kuwait) để chuyển đổi ngày tháng trong lịch Gregory thành ngày tháng trong lịch Hồi giáo. Microsoft tuyên bố rằng nó dựa trên phân tích thống kê các dữ liệu lịch sử từ Kuwait nhưng trên thực tế nó là một biến thể của lịch Hồi giáo dạng bảng.

## Ngày tháng đáng chú ý
Các ngày tháng quan trọng trong năm Hồi giáo (Hijri) là: 
- 1 Muharram (Năm mới Hồi giáo)
- 10 Muharram (Ngày Ashurah) Ngày kỷ niệm Moses và các Con của Israel vượt qua Hồng Hải và ngày tử vì đạo của Husayn ibn Ali và những môn đồ của ông.
- 12 Rabi al Awal (Mawlid an Nabi đối với người Hồi giáo hệ phái Sunni)
- 17 Rabi al Awal (Mawlid an Nabi đối với người Hồi giáo phái Shia "Mười hai giáo trưởng")
- 13 Rajab (Ngày sinh của Ali ibn Abi Talib.)
- 27 Rajab (Ngày Isra và Miraj)
- 15 Sha'ban (Shab-e-Baraat, hay Đêm Tha thứ)
- 1 Ramadan (ngày ăn kiêng đầu tiên)
- 21 Ramadan (ngày tử vì đạo của Ali ibn Abi Talib)
- 27 Ramadan (Nuzul Al-Qur'an) (17 Ramadan ở Indonesia và Malaysia)
- Hạ tuần (10 ngày cuối) tháng Ramadan, bao gồm cả Laylat al-Qadr
- 1 Shawwal (Lễ Eid al-Fitr)
- 8-10 Dhu al-Hijjah (Các nghi thức hành hương Hajj ở Mecca)
- 10 Dhu al-Hijjah (Lễ Eid al-Adha)
- 18 Dhu al-Hijjah (Lễ Eid al-Ghadeer)

## Tương quan hiện tại
Để chuyển đổi một cách rất thô thiển, nhân số năm Hồi giáo với 0,97 và sau đó cộng thêm 622 để nhận được số năm Gregory. Năm Hồi giáo sẽ nằm hoàn toàn trong phạm vi năm Gregory với cùng một số chỉ năm là 20874. Năm Hồi giáo thứ 1429 diễn ra hoàn toàn trong năm 2008 của lịch Gregory. Các năm như thế diễn ra một lần trong mỗi chu kỳ khoảng 33 hay 34 năm Hồi giáo (32 hay 33 năm Gregory). Một số được liệt kê tại đây:
| Năm Hồi giáo trong năm Gregory |         |            |
| Hồi giáo                       | Gregory | Chênh lệch |
| 1060                           | 1650    | 590        |
| 1093                           | 1682    | 589        |
| 1127                           | 1715    | 588        |
| 1161                           | 1748    | 587        |
| 1194                           | 1780    | 586        |
| 1228                           | 1813    | 585        |
| 1261                           | 1845    | 584        |
| 1295                           | 1878    | 583        |
| 1329                           | 1911    | 582        |
| 1362                           | 1943    | 581        |
| 1396                           | 1976    | 580        |
| 1429                           | 2008    | 579        |
| 1463                           | 2041    | 578        |
| 1496                           | 2073    | 577        |
| 1530                           | 2106    | 576        |
| 1564                           | 2139    | 575        |

## Sử dụng
Lịch Hồi giáo được sử dụng chủ yếu cho các mục đích tôn giáo, và đôi khi cũng được sử dụng cho các mục đích hành chính chính thức. Tuy nhiên, do bản chất của nó là một loại âm lịch thuần túy, nên nó không thể sử dụng cho các mục đích nông nghiệp (mang tính chất theo mùa) và trong lịch sử thì các cộng đồng Hồi giáo cũng đã sử dụng các loại lịch khác cho mục đích này. Lịch Ai Cập trước đây đã từng phổ biến rộng tại các quốc gia Hồi giáo và lịch Iran cũng như lịch Ottoman 1789 (dạng lịch Julius biến đổi) cũng đã được sử dụng trong nông nghiệp tại các quốc gia này. Các loại dương lịch địa phương này đã suy giảm tầm quan trọng với sự chấp nhận gần như phổ biến toàn cầu đối với lịch Gregory cho các mục đích dân sự. Hiện nạy Ả Rập Xê Út là quốc gia Hồi giáo duy nhất còn sử dụng lịch Hồi giáo như là lịch cho hoạt động thường ngày của chính quyền.

### Chuyển đổi ngày tháng
- Chuyển đổi ngày tháng Gregory-Hijri (và ngược lại)
- Chuyển đổi ngày tháng Hồi giáo-Tây phương (dựa trên lịch số học hay lịch bảng)
- al-Islam.com: Chuyển đổi ngày tháng Lưu trữ ngày 19 tháng 12 năm 2008 tại Wayback Machine